# Мартелл, Джейден
Дже́йден Уэ́сли Марте́лл (англ. Jaeden Wesley Martell; род. 4 января 2003) — американский актёр.

## Биография
Джейден Мартелл родился в Филадельфии, штат Пенсильвания, в семье Анжелы Мартелл и шеф-повара Уэсли Либерера. В 2011 году в возрасте восьми лет переехал с матерью в Лос-Анджелес, где снялся в нескольких рекламных роликах.
Дебютом в полнометражном кино стала полученная в возрасте девяти лет небольшая роль героя Криса Эванса (в детстве) в фильме «Сердце вдребезги» режиссёра Джастина Рирдона.
Летом 2013 года в Нью-Йорке Джейден исполнил главную роль в фильме Теодора Мелфи «Святой Винсент», где сыграл мальчика Оливера. В 2014 году юный актёр за свою роль получил награду «Las Vegas Film Critics Society Awards» в категории «Молодёжь в фильмах», награду «Phoenix Film Critics Society Awards» в категории «Лучшее выступление молодого актёра в главной или вспомогательной роли — мужчины» и номинацию на премию «Washington D. C. Area Film Critics Association» в категории «Лучший молодой актёр». А в 2015 году актёр получил номинацию на награду «Critics' Choice Movie Awards» в категории «Лучший актёр или актриса» и номинацию на премию «Online Film And Television Association» в категории «Лучший молодой актёр».
В 2016 году Джейден исполнил главную роль одиннадцатилетнего гениального мальчика Генри в фильме Колина Треворроу «Книга Генри».
В 2017 году снялся в американском драматическом фильме ужасов «Оно» по мотивам одноимённого романа Стивена Кинга, где сыграл главную роль Билла Денбро. На 27-й церемонии вручения кинематографических и телевизионных наград канала MTV за 2017 год актёры фильма одержали победу в категории «Лучший актёрский состав».
В 2019 году свет увидело продолжение «Оно 2», где роль взрослого Билла Денбро исполнил Джеймс МакЭвой. Сам Джейден появлялся лишь в сценах с воспоминаниями главных героев.
В 2019 году состоялся выход американского детективного фильма режиссёра и сценариста Райана Джонсона «Достать ножи».
24 апреля 2020 года состоялась премьера американского мини-сериала в жанре криминальной драмы «Защищая Джейкоба», основанного на одноимённом романе Уильяма Лэндея и спродюсированного сервисом потокового вещания Apple TV+.
В 2023 году подтвердилось участие актёра в комедии «Миллениум», разрабатываемой компанией «A24».

## Фильмография
| Год       |     | Русское название                   | Оригинальное название              | Роль                  |
| --------- | --- | ---------------------------------- | ---------------------------------- | --------------------- |
| 2013      | кор | Скорбь                             | Grief                              | ребёнок               |
| 2014      | ф   | Святой Винсент                     | St. Vincent                        | Оливер Бронштейн      |
| 2014      | ф   | Сердце вдребезги                   | Playing It Cool                    | шестилетний Я         |
| 2015      | мс  | Американский папаша!               | American Dad!                      | Питер-младший         |
| 2015      | ф   | Алоха                              | Aloha                              | Митчелл Вудсайд       |
| 2015—2016 | с   | Мастера секса                      | Masters of Sex                     | Джонни Мастерс        |
| 2016      | ф   | Специальный полуночный выпуск      | Midnight Special                   | Олтон                 |
| 2016      | кор | В рамке: Приключения Сиона         | Framed: The Adventures of Zion Man | Вальтер               |
| 2016      | ф   | Подтверждение                      | The Confirmation                   | Энтони                |
| 2017      | ф   | Книга Генри                        | The Book of Henry                  | Генри Карпентер       |
| 2017      | ф   | Оно                                | It                                 | Билл Денбро           |
| 2019      | ф   | Реальная история мальчика-волчонка | The True Adventures of Wolfboy     | Пол                   |
| 2019      | ф   | Сторожка                           | The Lodge                          | Эйден Холл            |
| 2019      | ф   | Оно 2                              | It: Chapter Two                    | Билл Денбро           |
| 2019      | ф   | Отлив                              | Low Tide                           | Питер                 |
| 2019      | ф   | Достать ножи                       | Knives Out                         | Джейкоб Тромби        |
| 2020      | с   | Защищая Джейкоба                   | Defending Jacob                    | Джейкоб Барбер        |
| 2021      | с   | Тревожный звонок                   | Calls                              | Джастин               |
| 2022      | ф   | Боги хеви-метала                   | Metal Lords                        | Кевин                 |
| 2022      | ф   | Телефон мистера Харригана          | Mr. Harrigan's Phone               | Крэйг                 |
| 2023      | мс  | Шпионка Гарриет                    | Harriet the Spy                    | Чак                   |
| 2023      | с   | Барри                              | Barry                              | взрослый Джон Беркман |
| 2024      | ф   | Судная ночь в Аркадии              | Arcadian                           | Джозеф                |
| 2024      | ф   | Миллениум                          | Y2K                                | Илай                  |
| 2025      | кор | Вне тела                           | Out of Body                        | Кэмерон               |
| 2025      | ф   | Наш герой, Бальтазар               | Our Hero, Balthazar                | Бальтазар             |

## Награды и номинации
| Год  | Награда                                       | Номинация | Фильм          | Результат |       |
| ---- | --------------------------------------------- | --- | -------------- | --------- | ----- |
| 2014 | Las Vegas Film Critics Society Awards         | Молодёжь в фильмах | Святой Винсент | Победа    | [ 4 ] |
| 2014 | Phoenix Film Critics Society Awards           | Лучшее выступление молодого актёра в главной или вспомогательной роли — мужчины                                                                                           | Святой Винсент | Победа    | [ 5 ] |
| 2014 | Washington D.C. Area Film Critics Association | Лучший молодой актёр | Святой Винсент | Номинация | [ 6 ] |
| 2015 | Critics' Choice Movie Awards                  | Лучший актёр/актриса | Святой Винсент | Номинация | [ 7 ] |
| 2015 | Online Film & Television Association          | Лучший молодой актёр | Святой Винсент | Номинация | [ 8 ] |
| 2018 | MTV Movie & TV Awards                         | Кинонаграда MTV за лучшую актёрскую команду (совместно с Финном Вулфхардом, Софией Лиллис, Джеком Грейзером, Уайаттом Олеффом, Джереми Рэй Тэйлором и Джейкобом Чоузеном) | Оно            | Победа    | [ 9 ] |